# Otto Gennes

Otto Gennes, 1896/97

Otto Gennes (* 23. August 1874 in Baumholder; † 8. August 1943 in Berlin) war ein deutscher Genossenschaftsfunktionär.

## Leben
Gennes studierte nach dem Abitur am Gymnasium in Gießen in Gießen (Mitglied des Corps Teutonia) und Berlin Rechtswissenschaften und bestand 1896 das Referendarsexamen. Er wurde Referendar in Gießen, Darmstadt und Mainz und 1899 hessischer Regierungsassessor. Im Januar 1900 trat er unter Beurlaubung vom Staatsdienst in den Dienst des Reichsverbandes der deutschen Landwirtschaftlichen Genossenschaften, der damals noch unter der Leitung seines Gründers Wilhelm Haas stand. 1904 schied Gennes ganz aus dem Staatsdienst aus und wurde zum Generalsekretär des Reichsverbandes ernannt. Nach Haas’ Tod (1913) wurde er dessen Nachfolger als Generalanwalt und Vorstand des Verbandes. 1917 erhielt er durch den Großherzog von Hessen den Charakter eines Regierungsrats.
Unter Gennes Führung traten dem Reichsverband unter anderem der Verband der landwirtschaftlichen Kreditgenossenschaften in Baden, der Verband landwirtschaftlicher Kreditgenossenschaften in Württemberg, der Trierische Revisionsverband, der Genossenschaftsverband des Badischen Bauernvereins und der Bayerische Genossenschaftsverband in Ansbach bei. Bis 1929 erreichte er einen Bestand von 27 Landes- und Provinzialverbänden mit 26.170 Einzelgenossenschaften.
Daneben war Gennes von 1920 bis 1933 Mitglied des Vorläufigen Reichswirtschaftsrats, Mitglied im Verwaltungsrat der Deutschen Rentenbank, der Deutschen Rentenbank-Kreditanstalt (Berlin) und der Girozentrale der österreichischen Genossenschaften (Wien) sowie im Aufsichtsrat zahlreicher landwirtschaftlicher Bezugs- und Finanzierungsgesellschaften.
1933 trat er in den Ruhestand.

## Familie
Gennes Bruder war der Offenbacher Kreisrat Heinrich Gennes.

## Eigene Veröffentlichungen
- Die Genossenschaften. Gotha 1925
- Der Nachwuchs im landwirtschaftlichen Genossenschaftswesen und seine Ausbildung. Berlin 1930